# Puppy Linux
Puppy Linux je distribuce operačního systému Linux, zaměřená na snadné použití a minimální nároky na paměť.
Celý systém lze spouštět z paměti RAM (random-access memory), přičemž aktuální verze obecně zabírají asi 600 MB (64-bit), 300 MB (32-bit), což umožňuje odstranění zaváděcího média po spuštění operačního systému. V distribuci jsou zahrnuty aplikace jako AbiWord, Gnumeric a MPlayer, spolu s výběrem odlehčených webových prohlížečů a nástrojem pro stahování dalších balíčků. Distribuci původně vyvíjel Barry Kauler a další (první verze v roce 2003), dokud Kauler v roce 2013 neodešel do důchodu.

## Vlastnosti
Hlavní vlastnosti distribuce:
- jednoduše se instaluje kamkoliv
- vejde se celá do paměti počítače
- umí se zase zapsat zpět na médium
- při bootu z USB se minimalizuje počet zápisů, aby se chránila flashka
- je přívětivá k začátečníkům
- bootuje rychle
- běží i na starších počítačích
- obsahuje všechny důležité aplikace

Svou modulárností umožňuje každému uživateli vytvořit si takovou verzi, kterou pro svou práci potřebuje. Při spolupráci s dalšími instalačními metodami umožňuje bezproblémovou instalaci nejen programů – balíčků ve verzi .pet a .pup, ale i .deb, .rpm a dalších Linuxových verzí. Puppy dnes již obsahuje nejen základní programy pro komunikaci – Skype, Pidgin (pro ICQ a další), ale i další: Hamachi, VNC server a viewer, nástroje pro síťová připojení (včetně WIFI), dále prohlížeče Opera a Firefox.
Systém podporuje všechna zařízení, která jsou Linuxem podporována. U síťových zařízení je zde plná podpora i ovladačů WIN XP, pomocí přímého a jednoduchého zavedení ovladače pomocí programu NDISWRAPPER.
Nutnou podmínkou pro běh Puppy je alespoň 128 MB RAM nebo funkční swap na disku. Nároky na procesor také nejsou nějak extrémní, stačí např. Pentium na 166 MHz. Díky široké podpoře médií se není třeba obávat ani o to, že nebude k dispozici vhodné médium. Puppy se umí instalovat na flash, CD, ZIP disketu, hard disk a umí startovat dokonce ze sítě. Na paměťovém médiu zabírá okolo 129 MB.